# Trofeo Laigueglia 1998
Il Trofeo Laigueglia 1998, trentacinquesima edizione della corsa, si svolse il 17 febbraio 1998, su un percorso di 169,5 km. La vittoria fu appannaggio del francese Pascal Chanteur, che completò il percorso in 4h10'09", precedendo gli italiani Eddy Mazzoleni e Paolo Bettini.
I corridori che presero il via da Laigueglia furono 189, mentre coloro che portarono a termine il percorso sul medesimo traguardo furono 71.

## Ordine d'arrivo (Top 10)
| Pos. | Corridore          | Squadra        | Tempo    |
| ---- | ------------------ | -------------- | -------- |
| 1    | Pascal Chanteur    | Casino-Ag2r    | 4h10'09" |
| 2    | Eddy Mazzoleni     | Saeco          | s.t.     |
| 3    | Paolo Bettini      | Asics-C.G.A.   | a 1'44"  |
| 4    | Gianluca Bortolami | Festina-Lotus  | s.t.     |
| 5    | Roberto Petito     | Saeco          | s.t.     |
| 6    | Marco Saligari     | Casino-Ag2r    | s.t.     |
| 7    | Gabriele Colombo   | Ballan-Alessio | s.t.     |
| 8    | Mirko Celestino    | Team Polti     | s.t.     |
| 9    | Rodolfo Ongarato   | Ballan-Alessio | s.t.     |
| 10   | Joona Laukka       | Lotto-Mobistar | s.t.     |